# Brenzinger & Cie.

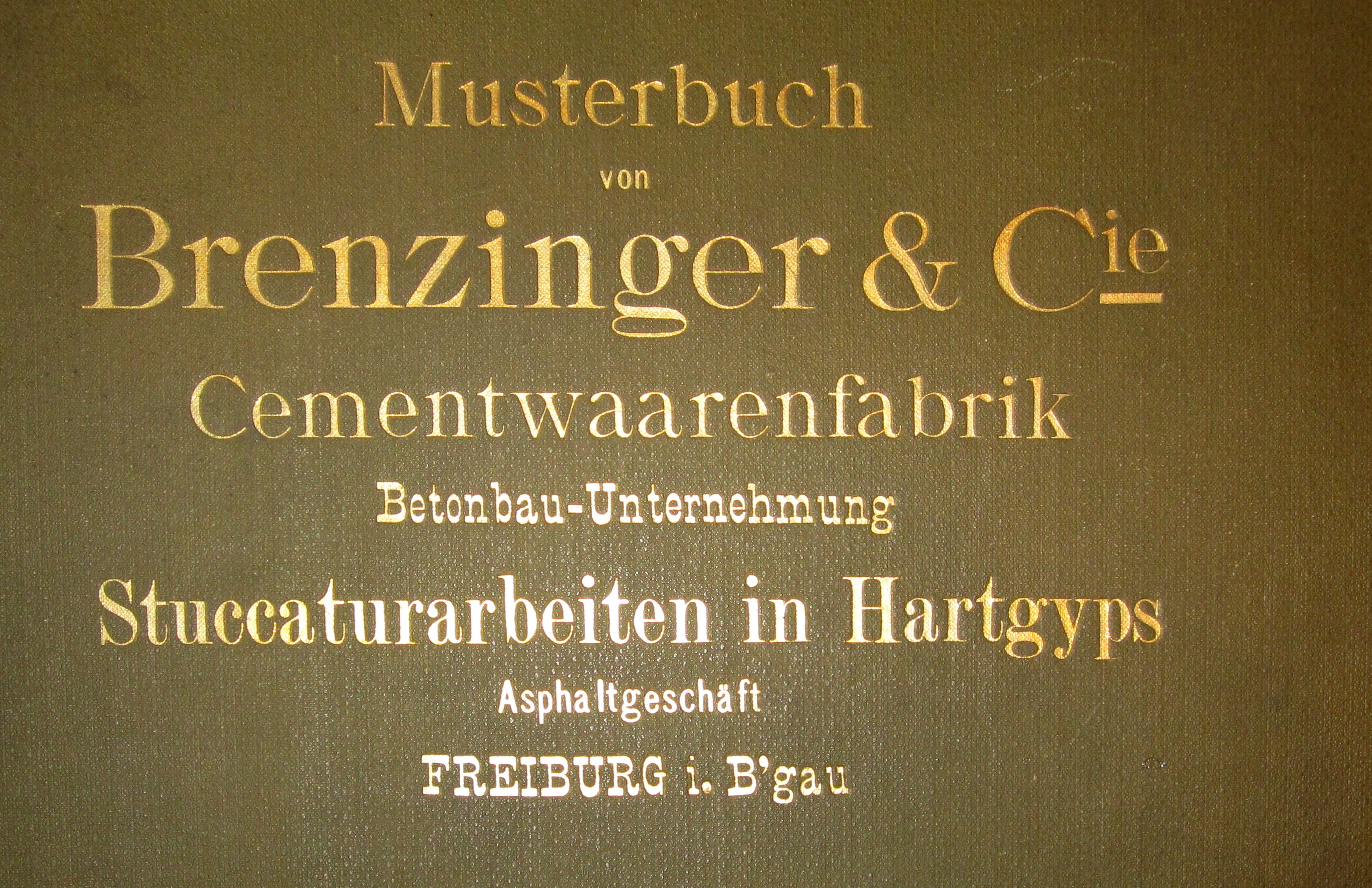
Musterbuch Brenzinger & Cie.

Die Brenzinger & Cie. war ein Bauunternehmen in Freiburg im Breisgau mit Schwerpunkt im Betonbau sowie der Betonwerksteinherstellung und Verarbeitung.

## Geschichte

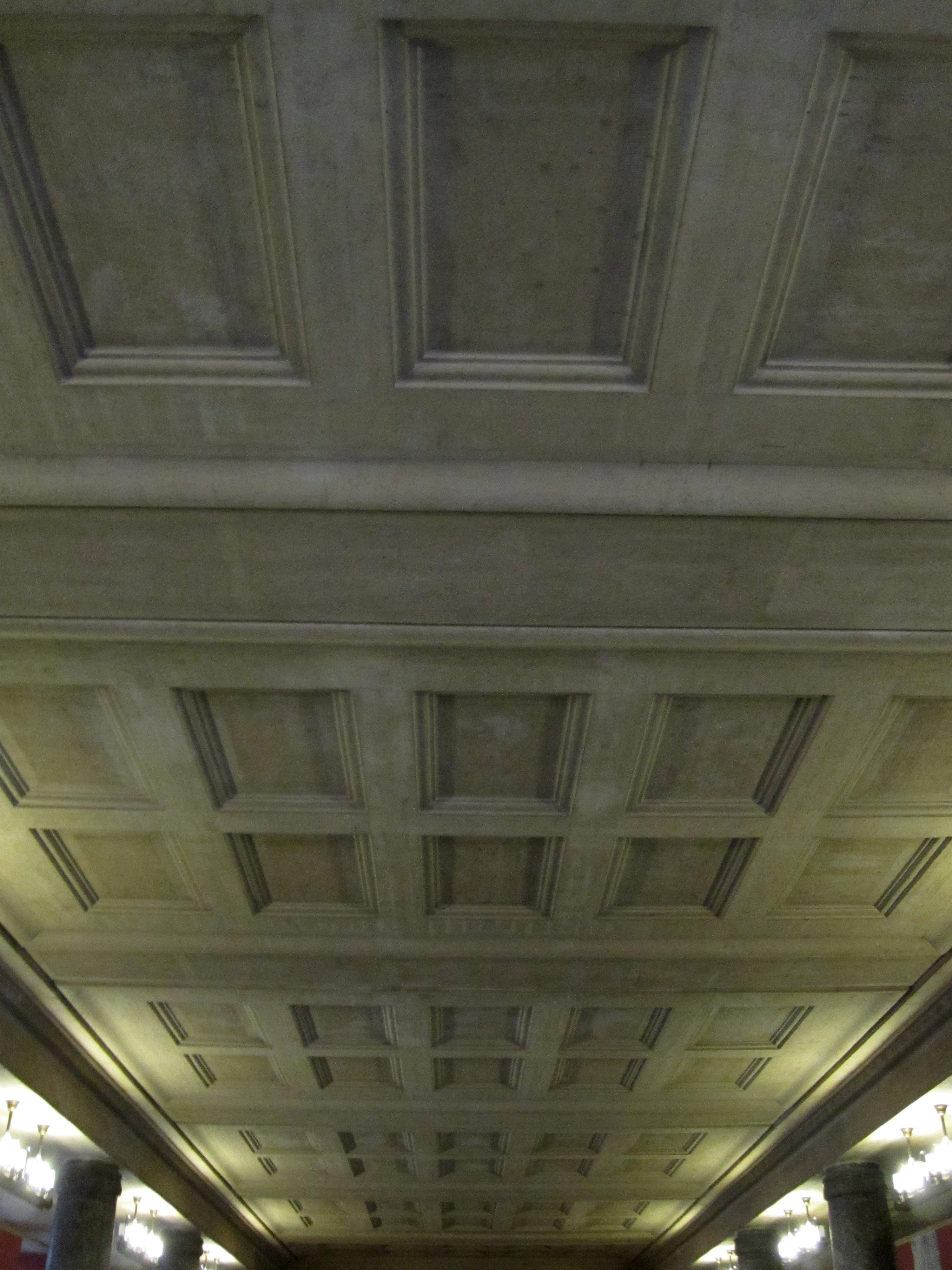
Betondecke des Kollegiengebäudes I der Albert-Ludwigs-Universität Freiburg im Breisgau

Das Unternehmen wurde 1872 im Freiburger Stadtteil Stühlinger als „Cementwarenfabrik, Stuccatur- und Asphalt-Geschäft“ durch den Freiburger Julius Brenzinger (1843–1924) gegründet. Sein Vetter Joerger lieh ihm Geld zur Unternehmensgründung. So ist die Firmenbezeichnung Brenzinger & Cie. zu erklären. Das Unternehmen stellte zu Beginn zunächst Betonwerkstein her. Gegen Ende des 19. Jahrhunderts wandte es sich zunehmend auch der neu entwickelten Betonbautechnik zu, die Beton und Bewehrungsstahl verband. Diese Eisenbetonbauweise setzte sich mit den Patenten von François Hennebique und anderen Entwicklungen seit den 1880er Jahren langsam immer mehr durch. Neben der Errichtung von Bauwerken, insbesondere auch Brücken, fertigte Brenzinger & Cie. in zunehmendem Maße auch Stahlbetonteile, Fassadenelemente sowie Stuckelemente und Skulpturen. Ein Musterbuch aus dieser Zeit zeigt 600 Stuckbeispiele, die je nach Nutzung im Innenbereich in Stuck und im Außenbereich als Betonwerkstein ausgeführt werden konnten. Besondere Ereignisse in der Firmengeschichte waren 1887 die Errichtung eines Bauwerks für die Freiburger Oberbadische Gewerbeausstellung im historischen Stil. In der Folgezeit erhielt das Unternehmen daraufhin zahlreiche neue Aufträge, wie zum Beispiel den Bau des Hotels Zähringer Hof in Freiburg. Ein weiterer Meilenstein in der Unternehmensentwicklung war die Einladung zur Weltausstellung 1893 in Chicago. Dort erstellte das Unternehmen ein Bauwerk für die Portland-Zementwerke Heidelberg-Mannheim. Dem schloss sich schon 1893 die Einladung zur Straßburger Industrie- und Gewerbeausstellung an. Ab 1908 wurden in Kirchzarten eigene Betonwaren hergestellt. Ein weiterer Fertigungsstandort befand sich in Mülhausen unter Leitung des Ingenieurs Gerhard Ritter.
1912 war Brenzinger & Cie. das größte Bauunternehmen Freiburgs, das sogar eine eigene Betriebskrankenkasse unterhielt. Die größten Freiburger Konkurrenten des Unternehmens waren die Zementwerke und Kunststeinfabrik Alois Krems, F.X. Sichler, Hoch- und Tiefbau, Beton- und Eisenbetonbau und das Marmor-, Terrazzo- und Zementgeschäft Alois Pascotto. Während des Ersten Weltkrieges profitierte das Unternehmen von lukrativen Militäraufträgen, die es im Elsass als Vertragsnehmer für das Etappenkommando ausführte. Nach dem Tod Julius Brenzingers übernahm dessen Sohn Heinrich Brenzinger die Geschäftsleitung, die er bis 1956 ausübte. Nach dem Ersten Weltkrieg unterstützte das Unternehmen den Freiburger Architekten Carl Anton Meckel beim Bau zahlreicher Denkmäler aus Beton sowie bei der Errichtung der Kirche St. Konrad. Dabei handelte es sich um eine der ersten Kirchen, die in Sichtbeton errichtet worden war.

Trotz Anfeindungen wegen jüdischer Mitarbeiter des Unternehmens sowie der jüdischen Herkunft seiner Frau war die geschäftliche Entwicklung aus Sicht Heinrich Brenzingers in diesen Jahren zufriedenstellend. Die hohe Auslastung des Unternehmens durch Aufträge auch für das Reichsministerium Speer und die Einberufung und Verpflichtung von Arbeitskräften zur Wehrmacht führten im Verlauf des Zweiten Weltkriegs zunehmend zu Arbeitskräftemangel. Dieser sollte am Produktionsstandort Kirchzarten ab Januar 1942 zunächst durch Arbeitskräfte aus der Sowjetunion und ab 1944 durch griechische Zwangsarbeiter gelindert werden. Über die Arbeitsmoral der Griechen klagte Brenzinger: 

„Seit Montag ist ein Trupp Griechen zugeteilt, eine furchtbare Zigeunerbande, die es aufs Stehlen, Betrügen und Schwindeln abgesehen hat … Die ersten Tage hat diese Bande nur das Arbeitsamt, das Wirtschaftsamt, die DAF, die NSV und wie die Stellen alle heißen, bis zum Vertrauensarzt bewegt, bis wir mit Gendarmerie und Gestapo, besonders aber durch eigene schärfste Maßnahmen dazwischen gefahren sind und allen Drückebergern, die nicht arbeiten wollten, das Essen entzogen haben. Erst das wirkte.“

In einer Mischung aus „vaterländischer Pflicht“ und wirtschaftlichen Interessen nahm das Unternehmen an einem Bauvorhaben der Organisation Todt bei Riga teil. Durch Äußerungen Heinrich Brenzingers ist auch ein Auftrag für die SS und für ein Panzerprogramm, das die Brenzinger & Cie. in ihrem Werk in Kirchzarten ausführte, belegt. Im Jahr 1942 erstellte das Unternehmen für die Reichsleitung der Nationalsozialistischen Deutschen Arbeiterpartei (NSDAP) eine Kopie von Berthold V.
Am 11. Oktober 1944 wurde das Werk in Kirchzarten durch Bombenabwürfe stark zerstört. Die Fabrik im Stühlinger wurde am 27. November 1944 sowie am 17. Dezember 1944 stark beschädigt. 1945 wurde das Gelände in Kirchzarten von der französischen Besatzungsmacht als Gefangenenlager genutzt. Die Blockade des Geländes und der Anlagen in Kirchzarten erwies sich bald als hinderlich für die weitere Unternehmensentwicklung. Bis 1957 blieb das Gelände besetzt, wurde dann aber verkauft, weil es für das Unternehmen nicht mehr zufriedenstellend nutzbar war. Neben der Besetzung des Betriebsgeländes in Kirchzarten litt das Unternehmen an Beschlagnahmen in Freiburg und Kirchzarten.
Mittlerweile wurden Erweiterungs- und Modernisierungsmaßnahmen im Stühlinger vorgenommen. Denn in der Nachkriegszeit war das Unternehmen vielfältig beim Wiederaufbau Freiburgs tätig. 1956 übernahm Heinrich Brenzingers Schwiegersohn Helmut Wolfgang Dyllick-Brenzinger die Geschäftsleitung (* 28. Oktober 1913 in Danzig, † 30. Juli 2005). Er formulierte den Firmenslogan Bauen mit Vertrauen. 1964 wurden in Gündlingen neue Produktionsanlagen in Betrieb genommen.
1979 wurde von Heinrich Brenzingers ältestem Enkel Michael Dyllick-Brenzinger – der 1976 die Geschäftsführung von seinem Vater übernommen hatte – das Tochterunternehmen Brenzinger Wohnbau GmbH und 1984 die Brenzinger Grundstücksverwaltungs KG gegründet.
Teile der Bibliothek sowie das technische Archiv des Unternehmens wurden vom Wirtschaftsarchiv Baden-Württemberg übernommen. Die Archivalien der Zeit von 1872 bis 1976 bestehen vorwiegend aus Plänen und Zeichnungen von durchgeführten Projekten. Zahlreiche Einzelstücke aus der Fertigung sowie ein Exemplar des Musterbuches des Unternehmens finden sich im Kleinen Stuck-Museum in Freiburg.

## Bauwerke (Auswahl)
Das Unternehmen realisierte bis zum Ende des Zweiten Weltkrieges u. a. folgende Projekte:
- Fassade in Betonwerkstein, Sedanstraße 8, Freiburg im Breisgau, 1872
- Fassade in Betonwerkstein, Hotel Zähringer Hof, Freiburg im Breisgau, 1878
- Neubau der städtischen Gewerbeschule Freiburg in der Kirchstraße (ca. 1905) (Erstellung von Gewölbekonstruktionen in Eisenbeton)[22]
- Arbeiten am Kollegiengebäude I der Albert-Ludwigs-Universität Freiburg (1911)[23]
- Villa Wohlgemuth in Freiburg-Günterstal im Stil des Historismus (1913, Architekt Fritz Seitz, Heidelberg)[24]
- Medizinische Universitätsklinik Freiburg
- Ausbau der Burg Sponeck für den Maler Hans Adolf Bühler (1930)[25]
- Sternwaldtunnel in Freiburg als Teil der Neutrassierung der Höllentalbahn (Länge 302 m, 1932 in Zusammenarbeit mit dem Münchner Unternehmen Leonhard Moll[26])
- Neubau Hotel Feldbergerhof auf dem Feldberg (1936)[27]
- Arbeiten am Westwall[28]

### Brücken
- Betonbrücke bei Stahringen (1907)[29]

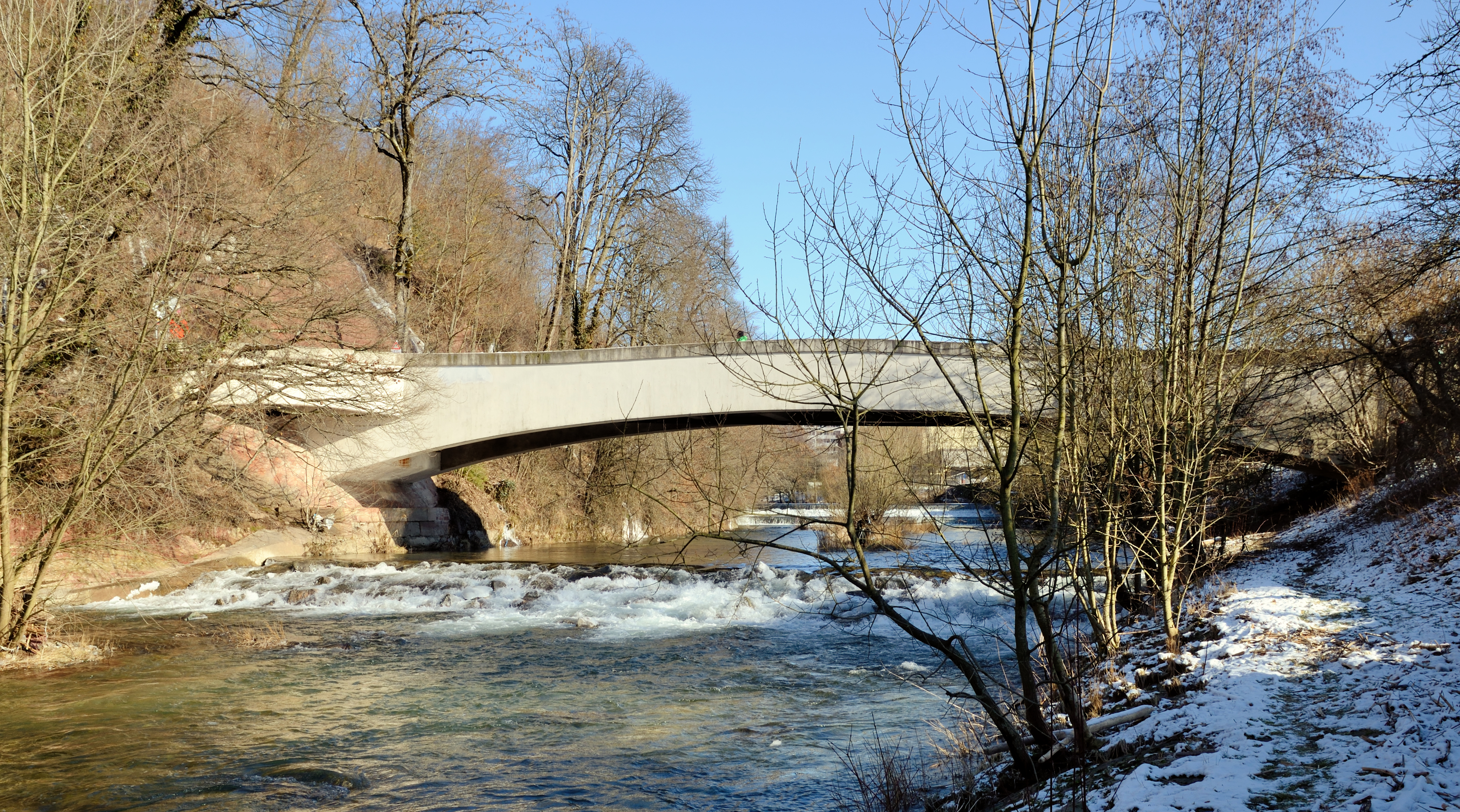
Wiesenbrücke bei Schopfheim

- Brücke über die Aach in Wehhausen bei Buggensegel (Salem) (ca. 1912; 2013 durch Neubau ersetzt)[30]
- Betonbrücke bei Orschweier über die Rheintalbahn (1912) (Entwurf und Ausführung)[31]
- „Ochsenbrücke“ über die Dreisam in Freiburg (1912, 1972 durch Neubau ersetzt)[32] mit 40 Meter Spannweite eine der ersten Eisenbetonbrücken mit Auslegerkonstruktion und Gegengewichten.[33][34]
- Brücke über die Breg in Wolterdingen (1912)
- Eisenbahnbrücke für die neue Trasse der Höllentalbahn über die Merzhauser Straße in Freiburg (1914)
- Wiesenbrücke in Schopfheim (1912) (ca. 45 m Spannweite)
- Neckarbrücke bei Schlierbach-Ziegelhausen, vor 1923
- Brücke über die Wehra bei Todtmoosau, Brüstungen als Hauptträger ausgebildet, vor 1923
- Fußgängersteg über die Dreisam (1935)

### Industriebauten
- Mälzerei Dinglingen, Eisenbetondecke in Hennebique-Konstruktionsweise, 1898
- Fundamente für den Gasometer Ferdinand-Weiß-Straße, Freiburg (1906)
- Kohlenbunkerturm Neues Gaswerk Freiburg
- Fünfstöckiger Fabrikbau Gutach für Gütermann, vor 1923
- Silobau für Kunstmühle W. Seifried, Waldkirch, vor 1923, inzwischen abgerissen
- Fabrikbau in Brombach (Lörrach) für Gebrüder Großmann, vor 1923
- Kalisalzbergwerk Buggingen (1942)

### Siedlungswasserbauten

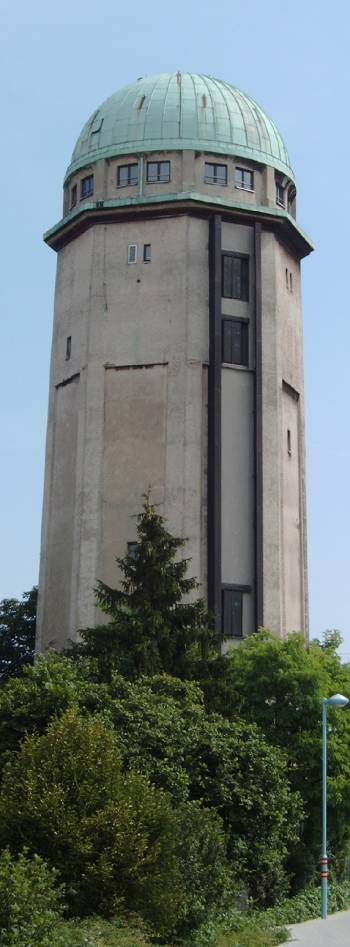
Wasserturm Seckenheim

- Freiburger Wasserschlössle im Sternwald (1895/1896)
- Große Teile der Freiburger Kanalisation zu Beginn des 20. Jahrhunderts[35]
- Wasserturm in Mannheim-Seckenheim (1909–1911)[36]
- Wasserturm auf dem Gelände des Universitätsklinikums Freiburg (1930, mit über 50 Meter Höhe in Gleitschalungs-Bauweise in der Hartmannstraße errichtet; später wegen Behinderung des Flugverkehrs abgerissen)[37][38]

### Energiewasserbauten
- Wehrbau in der Breg bei Allmendshofen, vor 1923
- Spinnerei Lauffenmühle/Klettgau, Wehrschleuse und Wasserkraftwerk, vor 1923
- Wasserkraftwerk, Zell im Wiesental, vor 1923
- Albtalsperre bei St. Blasien (September 1941)[39]
- Arbeiten am Schluchseewerk (1942)

### Sakralbauten
- evangelische Lutherkirche in Freiburg (1912, 1944 zerstört) (Ausführung in Muschelkalk-Betonwerkstein und Eisenbeton, Stil: Mischung aus Reformstil, Neoklassizismus und Elementen der Neorenaissance)
- Krematorium auf dem Hauptfriedhof Freiburg im Breisgau (1914)[40]
- Familiengrabstätte Textilunternehmen Merian in Muschelkalkbeton, Höllstein, Architekt Carl Anton Meckel, vor 1923
- Arbeiten an der Freiburger Synagoge (Betonwerkstein-Portalumrahmung) (wahrscheinlich 1925/1926)
- katholische Pfarrkirche St. Konrad, Rennweg in Freiburg (1929/1930)[41]
- Gedenkbrunnen für die Heimatdichterin Anna Hofheinz-Gysin (Entwurf von Gartenbaudirektor Robert Schimpf, Freiburg, Einweihung am 18. Oktober 1932)[42]

Für Heinrich Brenzinger sollte sich der Wiederaufbau Freiburgs nach dem Zweiten Weltkrieg, an dem das Unternehmen vielfältig beteiligt war, an der ursprünglichen Struktur der Stadt orientieren. Unter anderem wurden folgende Projekte realisiert (allein oder in Arbeitsgemeinschaft mit anderen Firmen):
- Wiederaufbau des Stadttheaters in Freiburg (Abschluss der Arbeiten am Großen Haus am 30. Dezember 1949)
- Abguss von Figuren der Giersberg-Kapelle in Kirchzarten von Matthias Faller aus dem Jahr 1705 (1951)[44]
- im Rahmen des Wiederaufbaus: Bekleidungshaus Müller, Brillen Nosch, Gasser & Hammer, Verlagshaus Herder, Neubauten des Kollegiengebäudes II der Universität, eines Verwaltungsgebäudes des Regierungspräsidiums Freiburg an der Bertoldstraße, der Filiale der Deutsche Bank AG
- weitere Projekte: Hals-, Nasen- und Ohrenklinik im Universitätsklinikum Freiburg, große Fabrikationsgebäude für das Unternehmen Hellige, die Rhodiaceta AG und die Mez AG.
- Studentensiedlung in der Sundgauallee in Freiburg (1960er Jahre)